# Olympische Winterspiele 1976/Teilnehmer (Österreich)
| Gelbes Symbol für Goldmedaillen mit stilisierten Olympischen Ringen | Graues Symbol für Silbermedaillen mit stilisierten Olympischen Ringen | Braundes Symbol für Bronzemedaillen mit stilisierten Olympischen Ringen |
| ------------------------------------------------------------------- | --------------------------------------------------------------------- | ----------------------------------------------------------------------- |
| 2                                                                   | 2                                                                     | 2                                                                       |

Österreich nahm an den Olympischen Winterspielen 1976 im heimischen Innsbruck mit einer Delegation von 77 Athleten, 63 Männer und 14 Frauen, in zehn Sportarten teil.
Seit 1924 war es die zwölfte Teilnahme Österreichs bei Olympischen Winterspielen.

## Flaggenträger
Der alpine Skirennläufer Franz Klammer trug die Flagge Österreichs während der Eröffnungsfeier im Bergiselstadion.

## Medaillen
Mit je zwei gewonnenen Gold-, Silber- und Bronzemedaillen belegte das österreichische Team Platz 7 im Medaillenspiegel.

### Medaillenspiegel
| Rang   | Sportart    | Gold | Silber | Bronze | Gesamt |
| ------ | ----------- | ---- | ------ | ------ | ------ |
| 1      | Skispringen | 1    | 1      | 1      | 3      |
| 2      | Ski Alpin   | 1    | 1      | —      | 2      |
| 3      | Rennrodeln  | —    | —      | 1      | 1      |
| Gesamt | Gesamt      | 2    | 2      | 2      | 6      |

### Medaillengewinner
| Name/n                        | Sportart    | Wettkampf     |
| ----------------------------- | ----------- | ------------- |
| Gold                          |             |               |
| Franz Klammer                 | Ski Alpin   | Abfahrt       |
| Karl Schnabl                  | Skispringen | Großschanze   |
| Silber                        |             |               |
| Brigitte Totschnig            | Ski Alpin   | Abfahrt       |
| Toni Innauer                  | Skispringen | Großschanze   |
| Bronze                        |             |               |
| Karl Schnabl                  | Skispringen | Normalschanze |
| Franz Schachner Rudolf Schmid | Rodeln      | Doppelsitzer  |

## Teilnehmer nach Sportarten

### Biathlon
| Athleten                                                   | Wettbewerbe        | Zeit         | Fehler       | Rang |
| ---------------------------------------------------------- | ------------------ | ------------ | ------------ | ---- |
| Alfred Eder                                                | 20 km              | 1:22:42,52 h | 8 (2+3+1+2)  | 21   |
| Klaus Farbmacher                                           | 20 km              | 1:36:31,07 h | 16 (4+5+3+4) | 49   |
| Franz-Josef Weber                                          | 20 km              | 1:26:14,92 h | 10 (3+0+1+6) | 37   |
| Alfred Eder Klaus Farbmacher Josef Hones Franz-Josef Weber | 4 × 7,5 km Staffel | 2:18:06,78 h | 11 (3 + 8)   | 15   |

### Bob
| Athleten                                                                                | Wettbewerb | Lauf 1  | Lauf 2  | Lauf 3  | Lauf 4  | Gesamt      | Gesamt |
| Athleten                                                                                | Wettbewerb | Lauf 1  | Lauf 2  | Lauf 3  | Lauf 4  | Zeit        | Rang   |
| --------------------------------------------------------------------------------------- | ---------- | ------- | ------- | ------- | ------- | ----------- | ------ |
| Dieter Delle Karth Franz Köfel                                                          | Zweierbob  | 56,52 s | 56,76 s | 56,47 s | 56,62 s | 3:46,37 min | 6      |
| Andreas Schwab Fritz Sperling                                                           | Zweierbob  | 56,06 s | 56,19 s | 56,73 s | 56,76 s | 3:45,74 min | 4      |
| Werner Delle Karth Otto Breg Franz Köfel Andreas Schwab (Lauf 1–3) Heinz Krenn (Lauf 4) | Viererbob  | 54,66 s | 55,80 s | 56,10 s | 56,65 s | 3:43,21 min | 6      |
| Fritz Sperling Kurt Oberhöller Gerd Zaunschirm Dieter Gehmacher                         | Viererbob  | 55,51 s | 55,62 s | 56,05 s | 56,61 s | 3:43,79 min | 7      |

### Eishockey
|  |  |  |  | |                                                                            |
|  |  |  |  | Daniel Gritsch Gerhard Hausner Michael Herzog Rudolf König Sepp Kriechbaum Herbert Mörtl Max Moser Günter Oberhuber Herbert Pöck Sepp Puschnig Othmar Russ Alexander Sadjina Walter Schneider Johann Schuller Josef Schwitzer Franz Voves Peter Zini |                                                                            |
|  |  |  |  | Ausscheidungsrunde | Sowjetunion (3:16)                                                         |
|  |  |  |  | Platzierungsrunde (Platz 9–16) | Bulgarien (6:2) Japan (3:2) Rumänien (3:4) Schweiz (3:5) Jugoslawien (3:1) |
|  |  |  |  | Finalrunde (Platz 1–8) | ausgeschieden                                                              |
|  |  |  |  | Platz | 8                                                                          |

### Eiskunstlauf
| Athleten                           | Wettbewerbe | Pflicht | Kurzprogramm/ Pflichttanz | Kür | Platzziffer | Gesamt | Gesamt |
| Athleten                           | Wettbewerbe | Pflicht | Kurzprogramm/ Pflichttanz | Kür | Platzziffer | Punkte | Rang   |
| ---------------------------------- | ----------- | ------- | ------------------------- | --- | ----------- | ------ | ------ |
| Ronald Koppelent                   | Herren      | 15      | DNF                       | DNF | DNF         | DNF    | DNF    |
| Claudia Kristofics-Binder          | Damen       | 15      | 18                        | 16  | 149         | 162,88 | 16     |
| Ursula Nemec Michael Nemec         | Paarlauf    | -       | 12                        | 10  | 96          | 121,30 | 10     |
| Susi Handschmann Peter Handschmann | Eistanz     | -       | 12                        | DNF | DNF         | DNF    | DNF    |

### Eisschnelllauf
| Athleten          | Wettbewerbe | Zeit         | Rang |
| ----------------- | ----------- | ------------ | ---- |
| Hubert Gundolf    | 5000 m      | 8:29,34 min  | 29   |
| Hubert Gundolf    | 10.000 m    | 17:52,43 min | 20   |
| Ludwig Kronfuß    | 1500 m      | 2:11,17 min  | 26   |
| Ludwig Kronfuß    | 5000 m      | 8:19,72 min  | 27   |
| Berend Schabus    | 500 m       | 42,33 s      | 26   |
| Berend Schabus    | 1000 m      | 1:26,50 min  | 25   |
| Berend Schabus    | 1500 m      | 2:15,41 min  | 29   |
| Heinz Steinberger | 500 m       | 43,28 s      | 27   |
| Heinz Steinberger | 5000 m      | 7:32,72 min  | 20   |
| Heinz Steinberger | 10.000 m    | 15:18,19 min | 19   |

### Nordische Kombination
| Athleten   | Skispringen | Skispringen | Skilanglauf | Skilanglauf | Punkte | Rang |
| Athleten   | Punkte      | Rang        | Punkte      | Rang        | Punkte | Rang |
| ---------- | ----------- | ----------- | ----------- | ----------- | ------ | ---- |
| Fritz Koch | 189,1       | 22          | 174,52      | 28          | 363,62 | 26   |

### Rodeln
| Athlet                             | Wettbewerb   | Lauf 1   | Lauf 2   | Lauf 3   | Lauf 4   | Gesamt       | Gesamt |
| Athlet                             | Wettbewerb   | Lauf 1   | Lauf 2   | Lauf 3   | Lauf 4   | Zeit         | Rang   |
| ---------------------------------- | ------------ | -------- | -------- | -------- | -------- | ------------ | ------ |
| Frauen                             |              |          |          |          |          |              |        |
| Margit Graf                        | Einsitzer    | 43,094 s | 42,790 s | 42,555 s | 43,020 s | 2:51,459 min | 6      |
| Antonia Mayr                       | Einsitzer    | 42,949 s | 42,812 s | 42,633 s | 42,966 s | 2:51,360 min | 5      |
| Angelika Schafferer                | Einsitzer    | 43,444 s | 43,007 s | 42,793 s | 43,078 s | 2:52,322 min | 8      |
| Männer                             |              |          |          |          |          |              |        |
| Reinhold Sulzbacher                | Einsitzer    | 53,137 s | 52,491 s | 52,204 s | 52,566 s | 3:30,398 min | 7      |
| Rudolf Schmid                      | Einsitzer    | 52,933 s | 53,806 s | 52,361 s | 52,319 s | 3:31,419 min | 9      |
| Manfred Schmid                     | Einsitzer    | 52,973 s | 52,073 s | 52,113 s | 52,352 s | 3:29,511 min | 5      |
| Franz Schachner Rudolf Schmid      | Doppelsitzer | 42,997 s | 42,922 s | -        | -        | 1:25,919 min | Bronze |
| Manfred Schmid Reinhold Sulzbacher | Doppelsitzer | 43,035 s | 43,389 s | -        | -        | 1:26,424 min | 5      |

### Ski Alpin
| Athleten           | Wettbewerbe  | 1. Lauf     | 2. Lauf     | Gesamt      | Gesamt |
| Athleten           | Wettbewerbe  | 1. Lauf     | 2. Lauf     | Zeit        | Rang   |
| ------------------ | ------------ | ----------- | ----------- | ----------- | ------ |
| Frauen             |              |             |             |             |        |
| Brigitte Totschnig | Abfahrt      | -           | -           | 1:46,68 min | Silber |
| Brigitte Totschnig | Riesenslalom | -           | -           | 1:31,48 min | 16     |
| Brigitte Totschnig | Slalom       | 49,17 s     | DNF         | DNF         | DNF    |
| Monika Kaserer     | Abfahrt      | -           | -           | 1:48,81 min | 9      |
| Monika Kaserer     | Riesenslalom | -           | -           | 1:30,49 min | 6      |
| Monika Kaserer     | Slalom       | DNF         | DNF         | DNF         | DNF    |
| Irmgard Lukasser   | Abfahrt      | -           | -           | 1:49,18 min | 12     |
| Irmgard Lukasser   | Riesenslalom | -           | -           | 1:35,38 min | 29     |
| Regina Sackl       | Riesenslalom | -           | -           | 1:31,78 min | 19     |
| Regina Sackl       | Slalom       | DNF         | DNF         | DNF         | DNF    |
| Nicola Spieß       | Abfahrt      | -           | -           | 1:47,71 min | 4      |
| Nicola Spieß       | Slalom       | ?           | DNF         | DNF         | DNF    |
| Männer             |              |             |             |             |        |
| Franz Klammer      | Abfahrt      | -           | -           | 1:45,73 min | Gold   |
| Franz Klammer      | Riesenslalom | DNF         | DNF         | DNF         | DNF    |
| Klaus Eberhard     | Abfahrt      | -           | -           | 1:48,45 min | 19     |
| Thomas Hauser      | Riesenslalom | DNF         | DNF         | DNF         | DNF    |
| Hansi Hinterseer   | Riesenslalom | 1:46,46 min | 1:47,34 min | 3:33,80 min | 14     |
| Hansi Hinterseer   | Slalom       | DNF         | DNF         | DNF         | DNF    |
| Alois Morgenstern  | Riesenslalom | 1:48,33 min | DNF         | DNF         | DNF    |
| Alois Morgenstern  | Slalom       | 1:01,61 min | 1:05,57 min | 2:07,18 min | 7      |
| Sepp Walcher       | Abfahrt      | -           | -           | 1:47,45 min | 9      |
| Anton Steiner      | Abfahrt      | DNF         | DNF         | DNF         | DNF    |
| Anton Steiner      | Slalom       | 1:06,02 min | 1:08,88 min | 2:14,90 min | 22     |

### Langlauf
| Athleten                                                   | Wettbewerbe       | Zeit         | Rang |
| ---------------------------------------------------------- | ----------------- | ------------ | ---- |
| Frauen                                                     |                   |              |      |
| Gertrud Gasteiger                                          | 5 km              | 20:14,94 min | 41   |
| Gertrud Gasteiger                                          | 10 km             | 37:35,77 min | 44   |
| Sylvia Schweiger                                           | 5 km              | 20:17,43 min | 42   |
| Sylvia Schweiger                                           | 10 km             | 36:32,93 min | 41   |
| Barbara Stöckl                                             | 5 km              | 18:49,16 min | 38   |
| Barbara Stöckl                                             | 10 km             | 35:28,99 min | 40   |
| Männer                                                     |                   |              |      |
| Reinhold Feichter                                          | 30 km             | 1:37:43,73 h | 39   |
| Reinhold Feichter                                          | 50 km             | 2:50:53,00 h | 35   |
| Franz Gattermann                                           | 30 km             | 1:43:04,88 h | 58   |
| Rudolf Horn                                                | 15 km             | 48:10,52 min | 42   |
| Josef Vogel                                                | 15 km             | 48:42,32 min | 48   |
| Werner Vogel                                               | 15 km             | 48:17,47 min | 43   |
| Werner Vogel                                               | 30 km             | 1:40:16,10 h | 51   |
| Werner Vogel                                               | 50 km             | 2:47:05,63 h | 26   |
| Herbert Wachter                                            | 15 km             | 46:46,39 min | 19   |
| Herbert Wachter                                            | 30 km             | 1:36:28,48 h | 32   |
| Herbert Wachter                                            | 50 km             | 2:46:40,25 h | 24   |
| Heinrich Wallner                                           | 50 km             | 3:03:58,19 h | 43   |
| Reinhold Feichter Rudolf Horn Werner Vogel Herbert Wachter | 4 × 10 km Staffel | 2:12:22,80 h | 8    |

### Skispringen
| Athleten         | Wettbewerb    | 1. Durchgang | 1. Durchgang | 2. Durchgang | 2. Durchgang | Gesamt | Gesamt |
| Athleten         | Wettbewerb    | Weite        | Punkte       | Weite        | Punkte       | Punkte | Rang   |
| ---------------- | ------------- | ------------ | ------------ | ------------ | ------------ | ------ | ------ |
| Karl Schnabl     | Normalschanze | 82,5 m       | 121,8        | 81,5 m       | 120,2        | 242,0  | Bronze |
| Karl Schnabl     | Großschanze   | 97,5 m       | 117,5        | 97,0 m       | 117,3        | 234,8  | Gold   |
| Toni Innauer     | Normalschanze | 80,5 m       | 115,6        | 80,5 m       | 117,9        | 233,5  | 7      |
| Toni Innauer     | Großschanze   | 102,5 m      | 126,5        | 91,0 m       | 106,4        | 232,9  | Silber |
| Reinhold Bachler | Normalschanze | 80,5 m       | 118,1        | 80,5 m       | 119,1        | 237,2  | 6      |
| Reinhold Bachler | Großschanze   | 95,0 m       | 111,5        | 91,0 m       | 105,9        | 217,4  | 5      |
| Rudi Wanner      | Normalschanze | 79,5 m       | 116,5        | 79,5 m       | 117,0        | 233,5  | 7      |
| Hans Wallner     | Großschanze   | 93,5 m       | 109,4        | 92,5 m       | 107,5        | 216,9  | 6      |